# Bijlmermeer (water)
Het Bijlmermeer is een voormalig meer dat 4,2 meter diep was en lag ten zuidoosten van Amsterdam dat voor het eerst in 1159 werd genoemd en in de 13e eeuw bekend stond onder de naam Bindelmeer. Het meer ontstond uit een aantal in de Diemer Die afwaterende veenriviertjes die door oeverafslag en een aantal zware stormen uitgroeiden tot een middelgroot meer dat toen het Bylemermeer werd genoemd.

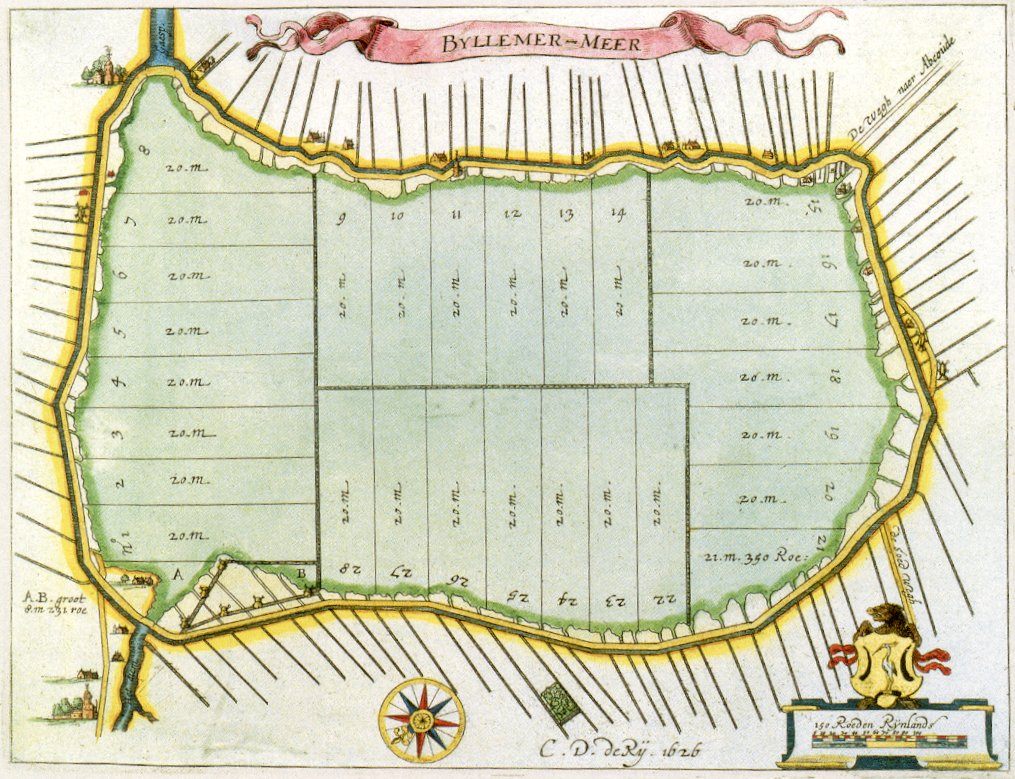
De Bijlmermeer in 1626. De kaart werd gemaakt door Cornelis Danckertsz. de Rij en was opgenomen in de Atlas Maior van Joan Blaeu. Het noorden met de Hoge Bijlmer ligt onder en het zuiden met de Lage Bijlmer boven. Te zien is dat vrijwel elk perceel 20 morgen groot was.

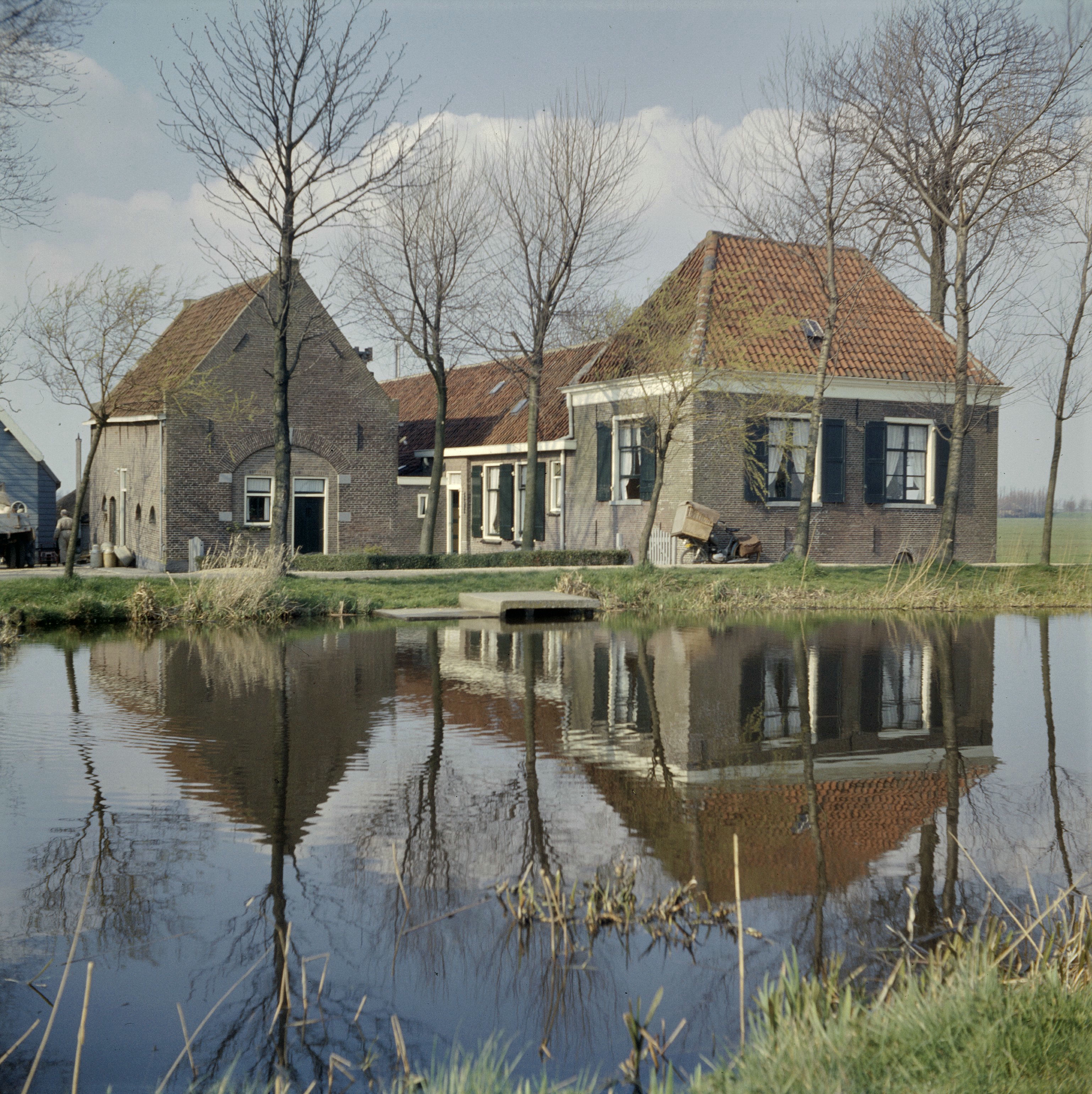
Boerderij aan de Bijlmerringsloot, gemeente Weesperkarspel; 31 maart 1959.

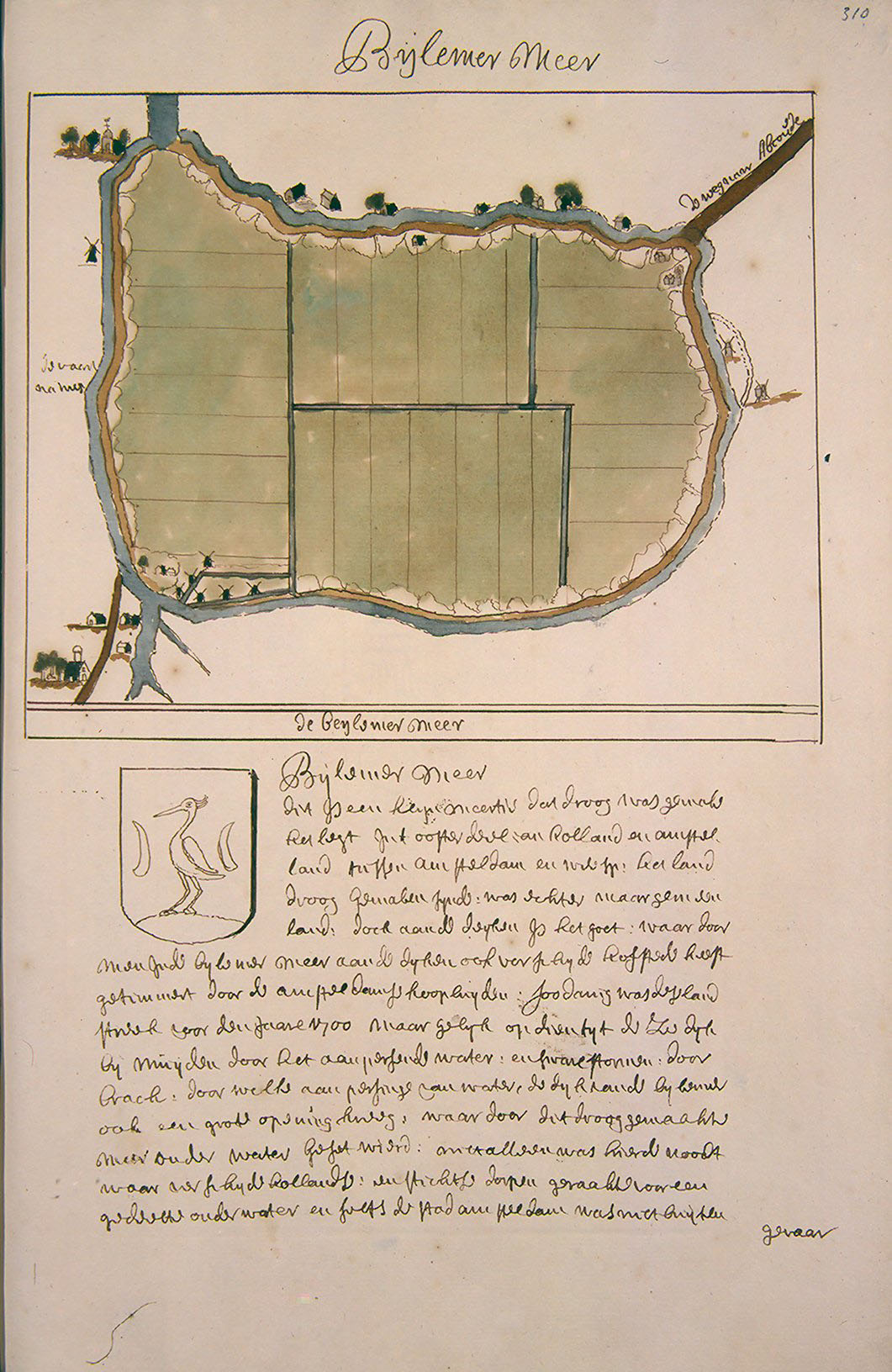
Kaart van de Bijlmermeer uit de Atlas Schoemaker; 1710 - 1735.

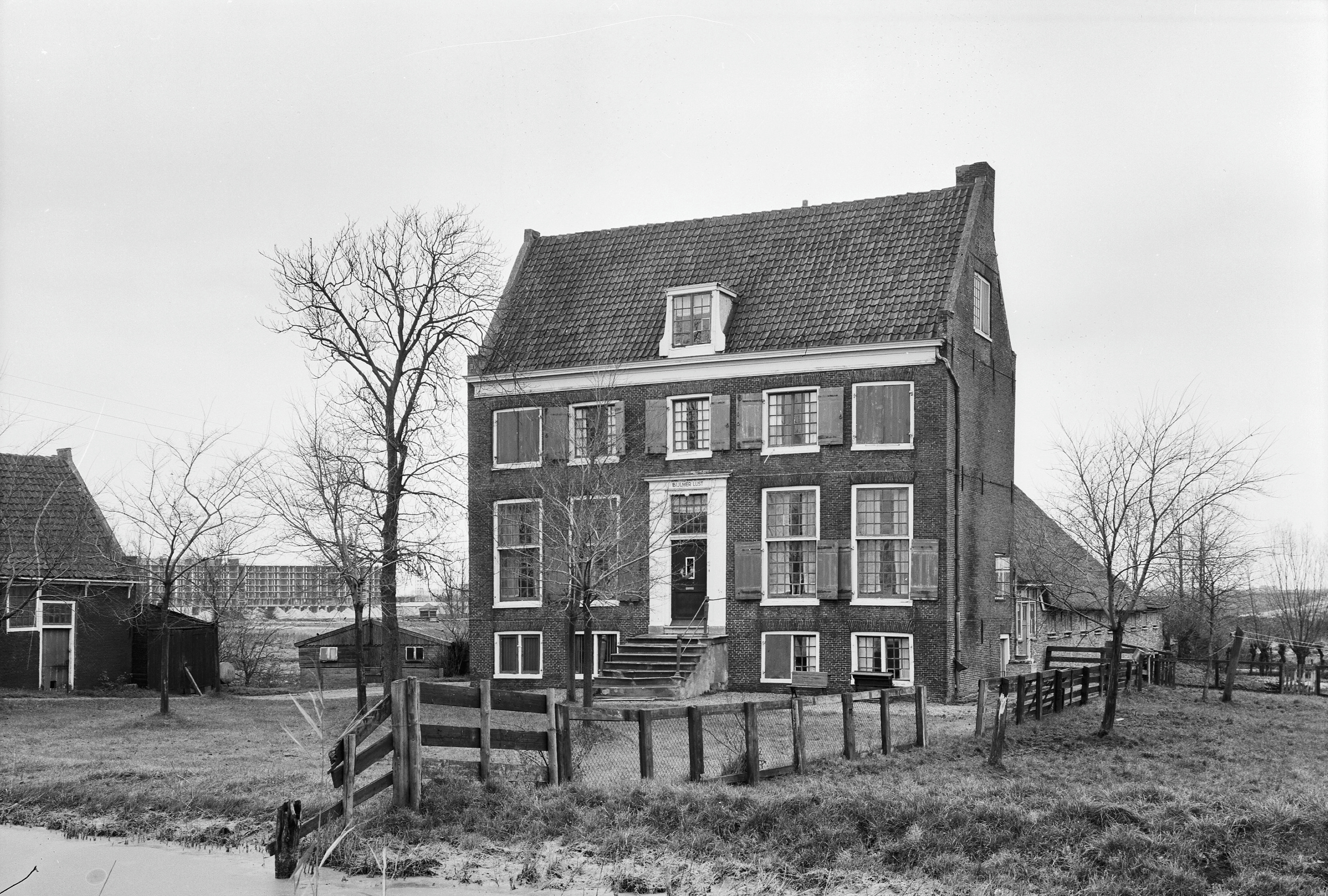
Boerderij 'Bijlmerlust' aan de Abcouderstraatweg 49, gemeente Weesperkarspel; november 1967. Op deze plek verscheen Garage Hakfort. Het huis is verplaatst naar het Gein.

## Bijlmermeer (polder)
In de noordoosthoek, ongeveer op de plaats waar nu het noordelijk deel van Bijlmerweide en het Geerdinkhof liggen, bevond zich een driehoekig gevormd eiland "Overdiem" dat was bewoond en er stonden huizen en een molen. Tijdens de Emerentiavloed werd het eiland overspoeld en werd het meer weer groter. Om het land te beschermen tegen het steeds verder oprukkende water werd de dijk met de weg aan de zuidzijde en een vroege versie van de Stammerdijk verzwaard.

In 1627 is het meer daarom geheel drooggelegd nadat de Staten van Holland daartoe in 1622 octrooi hadden verleend aan Abel Matthijsz. Burg. Deze Amsterdamse koopman vertegenwoordigde achttien investeerders, die ieder een deel van de poldergrond zouden krijgen. Aan Jan Adriaanszoon Leeghwater werd opdracht gegeven voor de bouw van twee molengangen, volgens de Rijpse molenbouwer voldoende capaciteit om het meer droog te malen. Toch zou het midden altijd nat blijven en kon alleen aan de randen geboerd worden.
Aan de zuidzijde bevond zich aan de Bijlmerringkade de buurtschap de Lage Bijlmer met enige lintbebouwing zowel aan de water als aan de landzijde waaronder het Bijlmerkapel en aan de noordzijde de buurtschap de Hoge Bijlmer.
Het meer is daarna echter meerdere malen weer onder water gekomen, te weten bij de inval van de Fransen in 1672 en nog in 1702 ten gevolge van een zware storm. Het daarna opnieuw droogmaken werd door de steden Amsterdam en Weesp gezamenlijk ter hand genomen, maar was een langdurig proces dat halverwege de 18e eeuw nog niet was afgerond.
Rond de Bijlmermeer lag een ringvaart genaamd de Ringsloot. Later kwam binnen de polder een tweede ringsloot met de naam Nieuwe Ringsloot. Aan het Zandpad van Weesp naar Amsterdam lag in het oosten het gehucht de Bijlmer.
Tot in de jaren zestig van de 20e eeuw was het een landelijk gebied. De grond was voor boeren echter van slechte kwaliteit veroorzaakt door het ontbreken van een voldoende dikke afsluitende laag op de bodem om het grondwater vast te houden waardoor de polder een ziltige kwel was en ook de meerdere overstromingen droegen niet bij aan de kwaliteit van de grond. Daarom werden de boerderijen aan de randen van de polder gebouwd waar de kwaliteit van de grond nog het minst slecht was.
In de jaren zestig werd de polder bestemd voor woningbouw en werden de boeren onteigend en uitgekocht in opdracht van Amsterdam. De polder werd opgehoogd met een dikke laag zand afkomstig uit de Vinkeveense plassen.

## Bestuur
Vanaf de droogmaking was de voormalige polder een eigen rechtskring met een eigen rechthuis en bestuur. Meestal werd de dijkgraaf benoemd uit de familie Hooft, die veel grond en dus macht bezat.

Van 1817 tot 1846 was de polder een zelfstandige gemeente in de provincie Noord-Holland om in 1846 op te gaan in de gemeente Weesperkarspel. Op 1 augustus 1966 werd de gemeente Weesperkarspel opgeheven en werd de Bijlmermeer en Driemond toegewezen aan Amsterdam, vooralsnog voor 12 jaar maar in 1978 definitief. Eind 1966 startte de grootschalige woningbouw.